# Irina Fietisowa
Irina Andriejewna Fietisowa, ros. Ирина Андреевна Фетисова (ur. 7 września 1994 w Valladolidzie w Hiszpanii) – rosyjska siatkarka, reprezentantka kraju, grająca na pozycji środkowej.

## Życie prywatne
Irina Fietisowa jest córką Andrieja Fietisowa, rosyjskiego koszykarza i byłego reprezentanta kraju.

## Kariera
Karierę siatkarską zaczynała w drugiej drużynie Leningradki Petersburg, gdzie występowała w latach 2009-2011. Sezon 2011/2012 spędziła z kolei w drugiej drużynie Zarieczje Odincowo. Fietisowa reprezentowała Rosję na Mistrzostwach Europy Kadetek w 2011 oraz dwukrotnie na Mistrzostwach Europy Juniorek w 2012 i 2013. Od sezonu 2012/2013 występuje w pierwszej drużynie Zarieczje, z którym w 2014 zdobyła Puchar CEV. Drużyna z Odincowa pokonała w finale Beşiktaş JK. Po sezonie 2013/2014 otrzymała pierwsze powołanie do reprezentacji Rosji, z którą sięgnęła w 2014 po brązowy medal Grand Prix. Na zakończenie turnieju została wybrana najlepszą środkową razem z Brazylijką Fabianą.

## Sukcesy klubowe
Puchar Challenge:
- 2014

Mistrzostwo Rosji:
- 2016, 2017, 2018, 2019, 2023
- 2021
- 2022

Superpuchar Rosji:
- 2017, 2018, 2021

Puchar Rosji:
- 2018, 2022

Puchar Turcji:
- 2024[4]

Mistrzostwo Turcji:
- 2024[5]

Klubowe Mistrzostwa Świata:
- 2024[6]

## Sukcesy reprezentacyjne
Volley Masters Montreux:
- 2018
- 2014

Grand Prix:
- 2015
- 2014

Mistrzostwa Europy:
- 2015

## Nagrody indywidualne
- 2013 - Najlepsza środkowa Mistrzostw Świata Juniorek
- 2014 - Najlepsza środkowa Grand Prix wraz z Fabianą